# Neil Strauss
Neil Strauss (né le 13 octobre 1973[réf. nécessaire] ), aussi connu sous les pseudonymes de Style et Chris Powles, est un coach en séduction pour homme américain (en anglais, pick up artist, ou PUA).
Il est surtout connu pour être l'auteur du livre autobiographique The Game : Les secrets d'un virtuose de la drague, où il décrit son expérience de la communauté de la séduction.
Il a été journaliste au New York Times et à Rolling Stone. Il a écrit plusieurs autres livres, en sous-main pour des artistes célèbres.